# Slaget ved Cynwit
Slaget ved Cynwit eller Countisbury Hill var et slag der blev udkæmpet mellem vestsaksere og vikinger i 878. Stedet hvor det voldanlæg, som slaget har navn efter, er ukendt, men det var sandsynligvis Countisbury Hill eller Wind Hill, nær Countisbury, Devon. En alternativ mulighed er, at belejringen og slaget foregik ved Cannington Camp i Parrett flodmunding nær Combwich.
Slaget indgår i Bernard Cornwells roman Det sidste kongerige. Cornwell tilskriver sejren til sin fiktive helt Uhtred, samt at han også dræber Ubba, men han bliver dog støttet af Oddas tropper. Slaget er ligeledes en del af BBC og Netflix' tv-serie The Last Kingdom, som er en filmatisering af Cornwells roman.